# Coenosia imitatrix
Coenosia imitatrix este o specie de muște din genul Coenosia, familia Muscidae. A fost descrisă pentru prima dată de Malloch în anul 1925. Conform Catalogue of Life specia Coenosia imitatrix nu are subspecii cunoscute.